# SN 2004hb
SN 2004hb – supernowa typu Ia odkryta 6 listopada 2004 roku w galaktyce A020809-0441. W momencie odkrycia miała maksymalną jasność 23,40m.